# 田廣恩
田廣恩，河南省衛輝府滑縣田堤口村（今滑县老店镇田庄）人，清朝政治人物、同進士出身。曾在四川长寿县任知县。
光緒六年（1880年），参加庚辰科殿試，登進士三甲第165名。同年五月，著交吏部掣签，分发各省以知县即用。